# José Antonio Barizo
José Antonio Barizo Valiante (Montevideo, 21 de abril de 1949) es un basquetbolista profesional retirado que jugó para la selección nacional uruguaya entre 1968 y 1981. Conocido en el universo deportivo como Kuki Barizo, participó en competencias sudamericanas, panamericanas, preolímpicas y mundiales.

## Carrera deportiva

### Selección nacional
Barizo debutó en la selección uruguaya en 1968. A lo largo de trece años participó en múltiples torneos oficiales organizados por la FIBA:
- Sudamericano de Asunción 1968 (subcampeón)
- Preolímpico de Monterrey 1968
- Sudamericano de Montevideo 1969 (campeón)
- Mundial de Yugoslavia 1970 (séptimo lugar)
- Sudamericano de Bogotá 1973
- Sudamericano de Medellín 1976 (tercer puesto)
- Sudamericano de Valdivia 1977 (subcampeón)
- Sudamericano de Bahía Blanca 1979
- Preolímpico de Puerto Rico 1980

Además, representó a Uruguay en competencias amistosas o por invitación, entre ellas:
- Festival Mundial de la Juventud y los Estudiantes, Perú 1973
- Copa de las Naciones, Bogotá 1974
- Campeonato Afrolatinoamericano, México 1975
- Copa Cristóbal Colón, Resistencia 1978
- Torneo Panamericano, Chaco 1978
- Copa Latina y Cristóbal Colón, Puerto Rico 1981

En 1969 fue campeón sudamericano y segundo en las ediciones 1968 y 1977. De este último torneo se recuerda su descollante actuación en la victoria frente a Argentina, donde anotó 28 puntos y dejó a la Celeste como escolta del campeón, Brasil.
Otra actuación inolvidable con la selección la tuvo frente a Polonia en el preolímpico de Monterrey (1968). Con apenas 19 años de edad, a segundos del final, colocó una tapa en defensa, corrió a la ofensiva, recibió una falta y anotó los dos tiros libres para darle el triunfo a Uruguay por un punto.
Kuki es reconocido por la generación olímpica uruguaya que terminó sexta en Los Ángeles 1984 —plantel del que ya no formaba parte— como el Gurú, el orfebre emocional y competitivo de dicho grupo, formado en la década previa.

### Clubes
Barizo llegó al Club Neptuno en 1966 para hacer actividades físicas, especialmente natación, disciplina en la que se destacaba. A la semana fue reclutado para el plantel juvenil de básquet, deporte que apenas conocía. Un año después pasó a integrar el plantel mayor, donde causó un inesperado despertar competitivo en una institución que se dedicaba a los deportes acuáticos. En años seguidos, Neptuno ascendió en básquetbol de tercera división a segunda y de segunda a primera, donde permanecería por décadas.
En la legendaria Copa El Diario —dinámica competencia a eliminación directa en la que participaban las instituciones de todas las divisionales—, cada equipo podía reforzarse con todos los jugadores que quisiera, incluso aquellos cuyos equipos fueran quedando eliminados (en el partido final solían estar en cancha numerosos preseleccionados nacionales). En una inolvidable final con un Palacio Peñarol a tope y un rating televisivo inusual para aquellos tiempos, Kuki, una vez más inclinando la balanza, se coronó campeón con Trouville (1972).
En 1976, con Neptuno, su club de origen, ganó el Torneo Invierno, victoria sorprendente ya que la institución solía presentar planteles poco competitivos más allá de la presencia de Barizo.

### Estilo de juego
Con sus 2,02 metros de estatura y fundamentos ofensivos frente al cesto, era un jugador capaz de anotar y distribuir el juego jugando indistintamente de ala-pivot o pívot. Cinco veces goleador del Torneo Federal, cuatro de ellas consecutivas (1975, 1976, 1977, 1978), sus servicios fueron durante años requeridos por equipos argentinos, pero, en una situación sin precedentes, el traspaso fue negado por la Federación Uruguaya de Basketball, que lo consideró indispensable para la Celeste.
En las temporadas 1981–82 Barizo jugó en Colón. Luego retornó, hasta 1986, a su club de origen, donde cerró su carrera.
En 2001 participó en el Mundial Senior en Liubliana (Eslovenia), fraternal competencia en la que, junto con las icónicas estrellas brasileñas Ubiratan y Marques Rebelllo, fue distinguido como uno de los tres participantes que habían jugado el Mundial organizado por la antigua Yugoslavia en 1970.

## Vida personal
Kuki creció en el montevideano barrio de Buceo, ayudando desde niño a sus padres, José Francisco Barizo y Antonia Valiante, en la panadería familiar, actividad que abrazó incluso mientras desarrollaba su carrera deportiva profesional. Tiene dos hermanas: María del Carmen y Gabriela. Desde 1999 vive junto con su esposa, Virginia Scaroni (Viqui), en una cabaña en La Floresta (departamento de Canelones), rodeado de árboles, plantas, perros, gatos, cuidando el huerto de pájaros y comadrejas, elaborando su propio pan y vino y, de tanto en tanto, invitando a sus amigos a compartir un asado.